# 乌泽特卡
瓦泽特卡 （波蘭語：Wuzetka, 发音为voo-zetka [vuzɛtka] ）是一种巧克力海綿蛋糕和奶油派，起源于波兰华沙。作为华沙传统美食，这款甜点最初只在华沙的咖啡店和餐館中供应，但很快就成为波兰家庭钟爱的自制食品。
这款甜点很可能起源于1940年代末至1950年代初，而这个名字的确切起源是有争议的，历史学家和某些来源一致认为，这款蛋糕可能是以华沙 WZ 路线命名的，该路线上的甜品店在1940年代末首次开始销售这种甜点；其他消息来源称，名称来源于缩写「WZC」，这可能代表华沙糖果工厂（Warszawskie Zakłady Cukiernicze）或波兰术语「wypiek z czekoladą」（带巧克力的糕点），缩写「WZK」代表「带鮮奶油的糕点」（wypiek z kremem）也是一种可能性。
这家甜品店很可能位于华沙Muranów区Andersa大街5号的Kino Muranów电影院大楼附近或内部。
这个蛋糕的两层巧克力部分由小麦面粉、鸡蛋、糖和可可制成，将混合物放入烤箱以摄氏180度（华氏356度）烘烤20至30分钟，然後將烘烤后的蛋糕浸泡在糖浆中，顶层薄薄地覆盖果酱或波維多爾，之后是厚厚的巧克力糊层，鮮奶油馅料由36%的淡奶油、糖粉和明胶制成。传统上，馅饼顶部覆盖有打发的鮮奶油。

## 脚註
1. ↑  . warszawa.wyborcza.pl.   [2023-10-07]. （原始内容存档于2021-03-24）.
2. ↑  garów, Autor: królestwo. .   [2023-10-07]. （原始内容存档于2021-04-19）.